# Dirk Kempthorne
Dirk Arthur Kempthorne (San Diego, 29 de outubro de 1951) é um político norte-americano de Idaho, foi o secretário do Interior dos Estados Unidos, durante governo do presidente George W. Bush, foi o 30º governador e foi senador de Idaho. Cogitou-se sua candidatura a presidente em 2012 pelo Partido Republicano.
Kempthorne foi eleito pela primeira vez para um cargo público como prefeito de Boise, em 1985, onde ocupou o cargo por sete anos.
Kempthorne é considerado um político de ideias conservadoras, especialmente em questões econômicas.